# Млынок (Мозырский район)
Млынок (бел. Млынок) — деревня в Каменском сельсовете Мозырского района Гомельской области Республики Беларусь.
На юге и востоке граничит с лесом.

## География

### Расположение
В 35 км на юго-запад от Мозыря, 162 км от Гомеля, 21 км от железнодорожной станции Козенки (на линии Калинковичи — Овруч).

### Гидрография
На западе мелиоративный канал.

## Транспортная сеть
Рядом автодорога Мозырь — Лельчицы. Планировка состоит из короткой улицы, близкой к меридиональной ориентации. Застройка деревянная, усадебного типа.

## История
По письменным источникам известна с XIX века как село в Мелешковичской волости Мозырского уезда Минской губернии. Согласно переписи 1897 года действовала конная мельница. В 1930 году организован колхоз «Новый строитель», работала кузница. Во время Великой Отечественной войны в июле 1943 года оккупанты полностью сожгли деревню и убили 4 жителей. Освобождена 11 января 1944 года. 9 жителей погибли на фронте. Согласно переписи 1959 года в составе совхоза «Мозырская овощная фабрика» (центр — деревня Каменка).

## Население

### Численность
- 2004 год — 14 хозяйств, 28 жителей.

### Динамика
- 1870 год — 15 ревизских душ.
- 1897 год — 3 двора, 28 жителей (согласно переписи).
- 1908 год — 8 дворов, 38 жителей.
- 1917 год — 49 жителей.
- 1925 год — 16 дворов.
- 1940 год — 23 двора, 79 жителей.
- 1959 год — 75 жителей (согласно переписи).
- 2004 год — 14 хозяйств, 28 жителей.